# Piraeus (regional enhed)
Piraeus græsk: Περιφερειακή ενότητα Πειραιώς)er en af de i Grækenlands regionale enheder. Den er en del af periferien Attica. Den regionale enhed dækker den vestlige-centrale del af byområdet Athen.

## Administration
Som en del af Kallikratis regeringsreform i 2011 blev den regionale enhed Piraeus oprettet ud af en del af det tidligere præfektur med samme navn. Den er opdelt i 5 kommuner:
- Keratsini-Drapetsona
- Korydallos
- Nikaia-Agios Ioannis Rentis
- Perama
- Piraeus

## References
1. ↑  www.statistics.gr (fra Wikidata).
2. ↑  "GESETZ NR. 3852 Neue Architektur der Selbstverwaltung und der dezentralisierten Verwaltung – Programm Kallikratis" (PDF) (tysk). Arkiveret fra originalen (PDF) 2014-02-02.